# 胡修斌
胡修斌（1957年4月—），河南内黄人。男，汉族。加入中国共产党。中央党校经济管理专业毕业。中国人民解放军少将军衔。
曾长期于中国人民解放军济南军区服役，历任济南军区驻豫部队领导、某集团军参谋长等职，并于2013年3月前任济南军区装备部部长。2016年1月，任中国人民解放军北部战区陆军副司令员。
2013年，当选第十二届全国人民代表大会解放军代表。